# Pratt & Whitney R-4360
Pratt & Whitney R-4360 Wasp Major byl velký hvězdicový motor, navržený a vyráběný během druhé světové války. Šlo o poslední typ z řady motorů Wasp a vrchol výroby pístových motorů, ale válka skončila dříve, než motor mohl pohánět letadla v boji a tak tedy poháněl poslední generaci pístových letounů před proudovými a turbovtulovými letouny.
Byl to čtyřhvězdicový motor s 28 válci (7 v každé hvězdici); každá řada byla mírně vybočena než předchozí, takže byl motor uspořádán šroubovitě (viz obrázek) – aby každá řada byla lépe chlazena.
Obsah motoru byl 4 362,49 krychlového palce (71,488 litru). Od hvězdicového — radiálního — uspořádání válců a zdvihového objemu motoru udaného v krychlových palcích je odvozeno typové označení motoru R-4360. První verze vyvíjela výkon 3 000 hp (2 237 kW), ale poslední typ vyvinul až 4 300 hp (3 206,5 kW). Motor vážil od 1 579 do 1 755 kg, bylo to hodně, ale jeho poměru výkonu k hmotnosti se vyrovnalo pouze několik jiných motorů.
Motor dostal přezdívku corncob (kukuřičný klas), díky uspořádání válců.
Vyráběl se mezi lety 1944 až 1955; celkem se vyrobilo 18 697 ks. Původně měl být novým pohonem pro bombardér B-29 Superfortress, ten však byl po osazení těmito motory nakonec přeznačen na B-50.

## Letouny
- Sud-Est SE-2010 Armagnac
- Boeing XB-44 Superfortress
- Boeing B-50 Superfortress
- Boeing 377 Stratocruiser
- Boeing C-97 Stratofreighter
- Boeing F8B

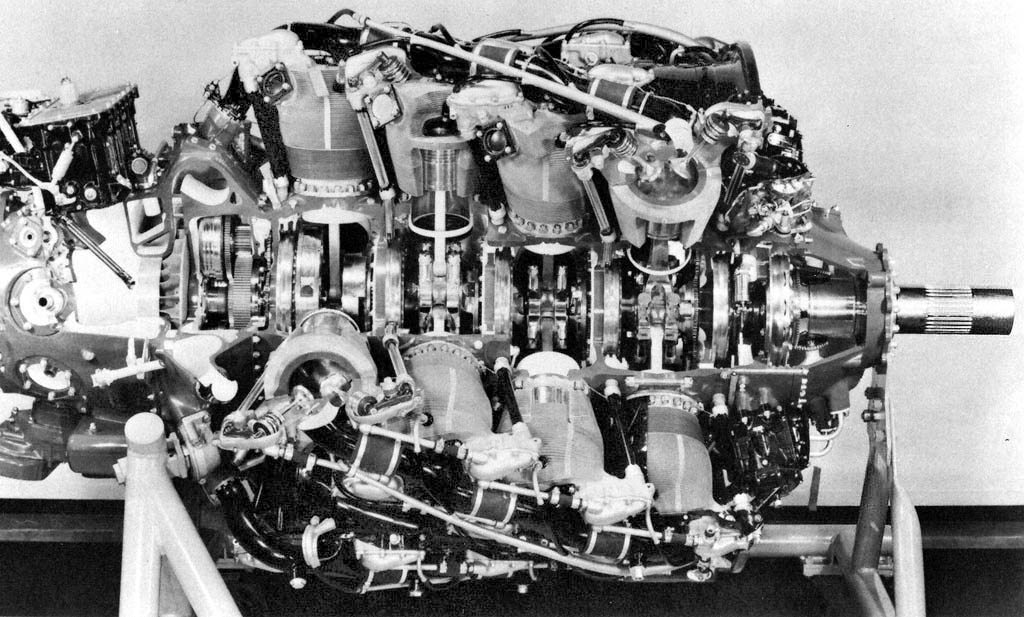
V částečném řezu

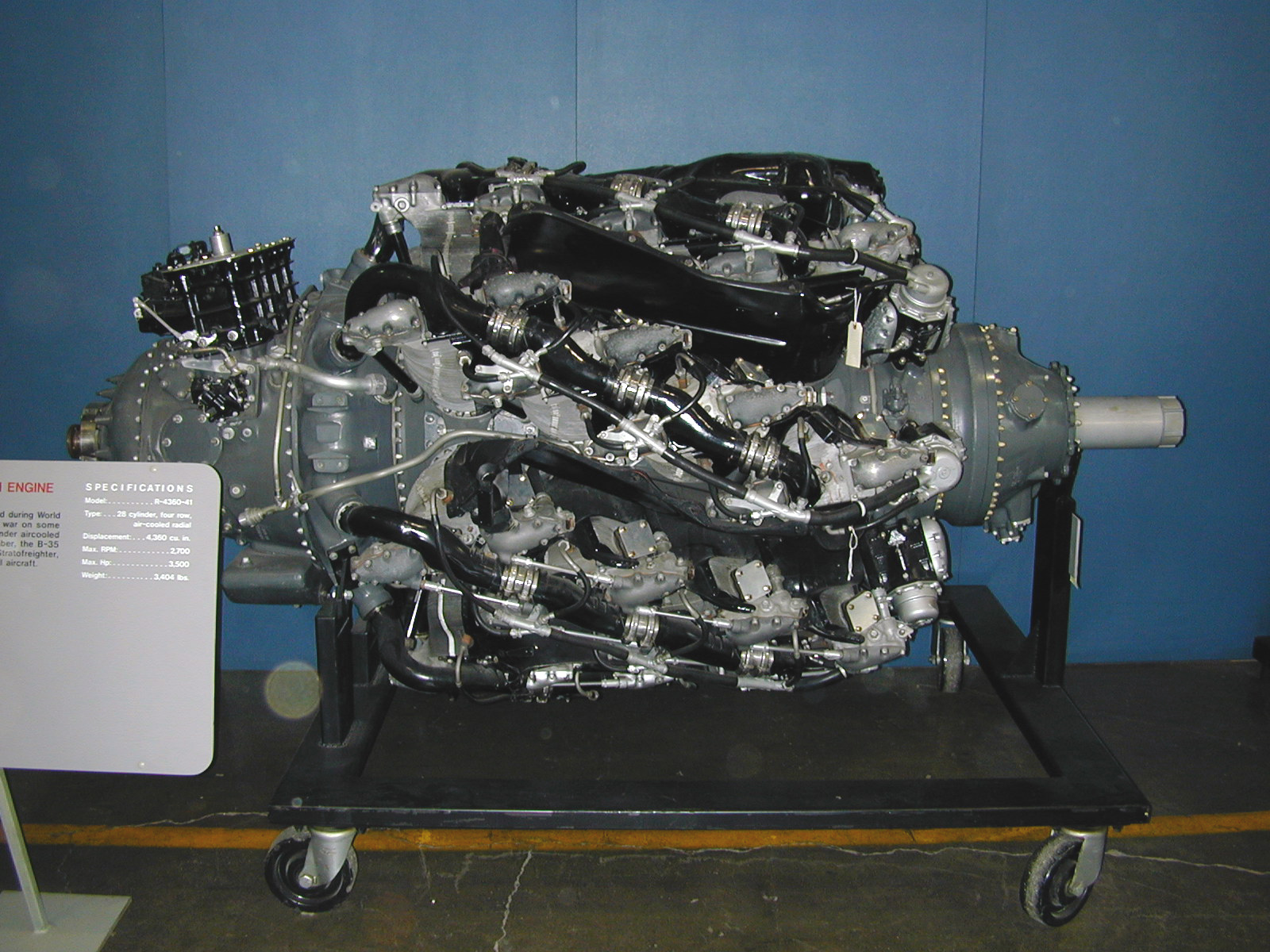
The Wasp Major

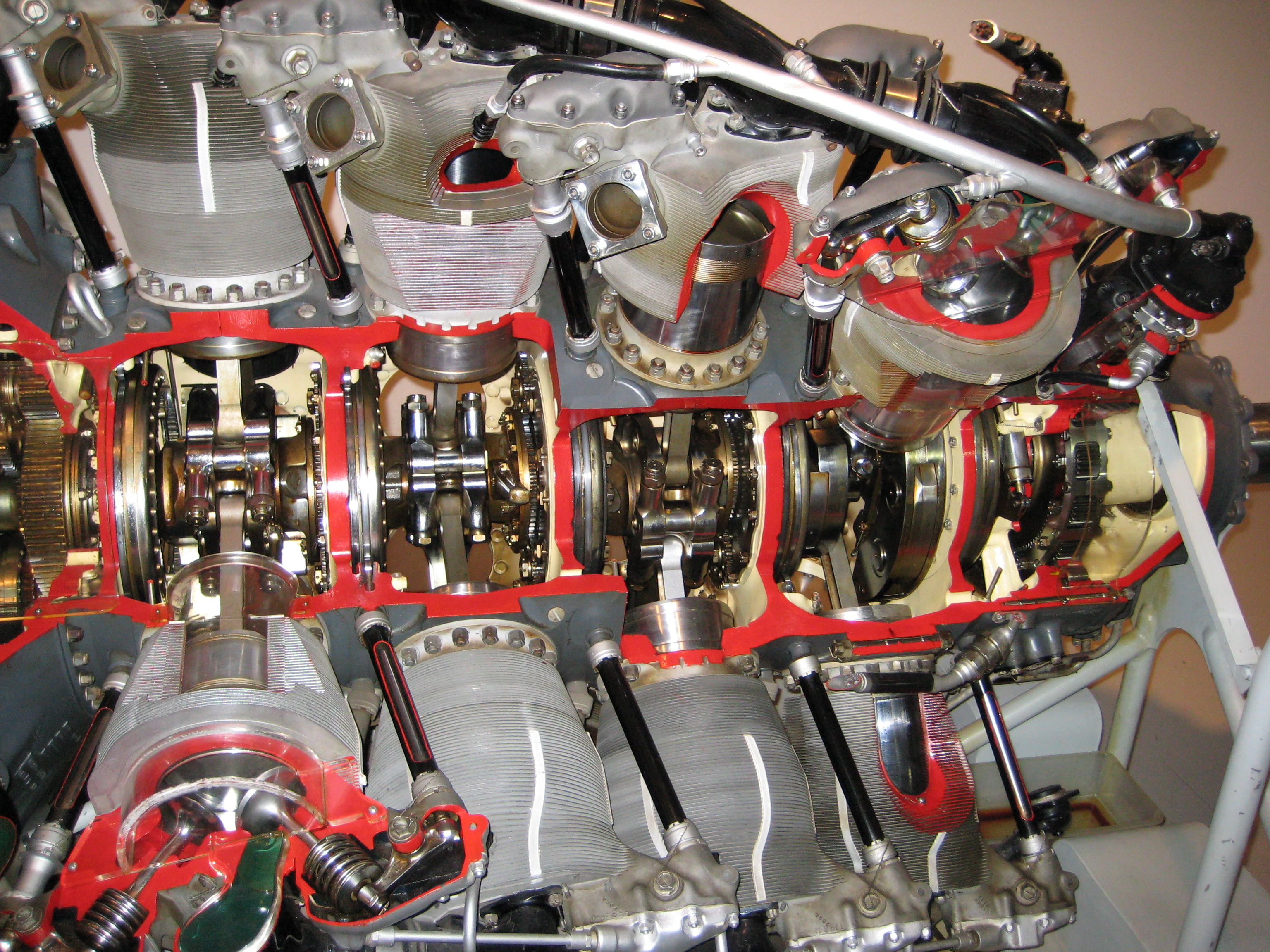
Detail motoru

- Aero Spacelines, Inc. Pregnant Guppy a Mini Guppy
- Convair B-36 Peacemaker
- Convair XC-99
- Convair A-41
- Curtiss XBTC-2
- Douglas TB2D Skypirate
- Douglas C-74 Globemaster
- Douglas C-124 Globemaster II
- Fairchild C-119 Flying Boxcar
- Fairchild C-120 Packplane
- Goodyear F2G "Super" Corsair
- Hughes XF-11
- Hughes H-4 Hercules („Smrková husa“)
- Lockheed Constitution
- Martin AM Mauler
- Martin JRM Mars
- Martin P4M Mercator
- Northrop YB-35
- Republic XP-72
- Republic XF-12 Rainbow

## Specifikace (R-4360-51)

### Technické údaje
Vzduchem chlazený čtyřdobý zážehový čtyřhvězdicový osmadvacetiválec. Motor je opatřen reduktorem a odstředivým kompresorem. Kompresní poměr 6,70. Převod reduktoru 3,20÷1. Hřídel vrtule s unašečem SAE No.70. Mazání motoru je tlakové oběžné, se suchou klikovou skříní. Karburátor typu Bendix 100-28-A3.
Předepsané palivo: letecký benzín 115/145 Grade.
- Vrtání: 5,75 palce (cca 146,05 mm)
- Zdvih: 6 palců (cca 152,4 mm)
- Objem válců: 71,488 litru
- Průměr: 1397 mm
- Délka: 3225,8 mm
- Hmotnost suchého motoru: 1823,44 kg

### Výkony
- Vzletový výkon: 4300 hp (3206,5 kW) při 2800 ot/min (se vstřikem vody)
- Jmenovitý výkon: 3100 hp (2311,67 kW) při 2600 ot/min
- Poměr hmotnosti ku výkonu: 0,568 67 kg/kW